# نيكوس ستافروبولوس
نيكوس ستافروبولوس (باليونانية: Νίκος Σταυρόπουλος)‏ مواليد 17 يونيو 1959 في لاريسا، هو مدرب كرة سلة يوناني ولاعب معتزل. بدأ مسيرته الاحترافية في سنة 1975. يبلغ طوله 6 قدم 5 بوصة (2.0 م). حقق المركز الأول في بطولة أمم أوروبا لكرة السلة 1987. اعتزل اللعب في 1993.

## الميداليات
| الميدالية | المسابقة                         |
| --------- | -------------------------------- |
| ذهبية     | بطولة أمم أوروبا لكرة السلة 1987 |

## روابط خارجية
- نيكوس ستافروبولوس على موقع الاتحاد الدولي لكرة السلة (الإنجليزية)
- نيكوس ستافروبولوس على موقع بروبوليرز (الإنجليزية)